# Sacubitril/valsartan
L'Entresto ou sacubitril/valsartan est un médicament combinant deux molécules, le sacubitril, un inhibiteur de la néprilysine, et le valsartan, un antagoniste des récepteurs de l'angiotensine II. Il est développé par Novartis sous le nom LCZ696 et est à l'étude dans le traitement de l'insuffisance cardiaque. Il est délivré dans les officines depuis octobre 2018 sous trois dosages:  24 mg/26 mg, 49 mg/51 mg et 97 mg/103 mg.

## Efficacité
Le sacubitril/valsartan, chez des patients atteints d'insuffisance cardiaque avec fraction d'éjection basse, réduit le nombre de décès d'origine cardiovasculaire et les hospitalisations pour insuffisance cardiaque. Ces résultats ne sont pas retrouvés en cas de fraction d'éjection préservée, ni à la phase aiguë d'un infarctus du myocarde avec dysfonction systolique.
Il permet de diminuer l'importance d'une insuffisance mitrale fonctionnelle en cas de dysfonction systolique.

## Effets indésirables
Angio-œdème, dégradation de la fonction rénale, hyperkaliémie.